# Turkmenistán en los Juegos Olímpicos de Pekín 2008
Turkmenistán estuvo representado en los Juegos Olímpicos de Pekín 2008 por diez deportistas, seis hombres y cuatro mujeres, que compitieron en seis deportes.
El portador de la bandera en la ceremonia de apertura fue el yudoca Guwanç Nurmuhammedow. El equipo olímpico turcomano no obtuvo ninguna medalla en estos Juegos.